# Nucleareurope
 (juillet 2023).

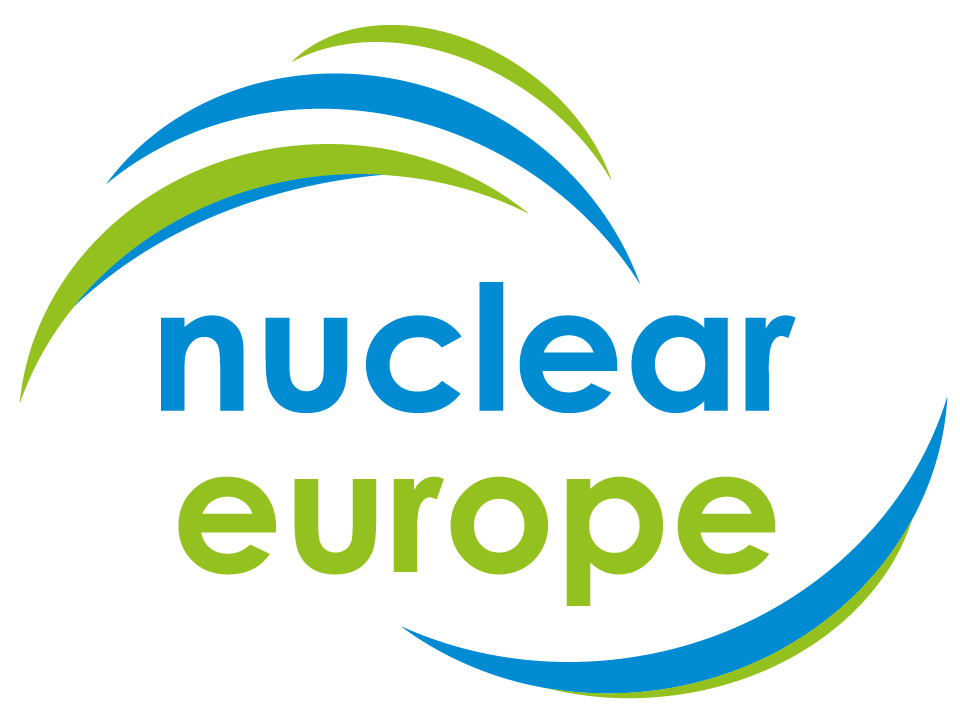
Nucleareurope

Nucleareurope (anciennement FORATOM, European Atomic Forum - Forum Atomique Européen), est l'association commerciale basée à Bruxelles pour l'industrie de l'énergie nucléaire en Europe. Son objectif principal est de promouvoir l'utilisation de l'énergie nucléaire en Europe.
L'actuel directeur général de FORATOM est Yves Desbazeille.
FORATOM a estimé qu'en 2016, il avait dépensé entre 300 000 € et 399 999 € en tant que lobby pour les institutions de l'UE.

## Sources et références
1. ↑  « European Atomic Forum - Who we are », Foratom.org (consulté le 20 juin 2013)
2. ↑  « Transparency Register », ec.europa.eu